# Västernorrlandsgruppen (nya)

Västernorrlandsgruppen (VNG) är en svensk militärregiongrupp inom Hemvärnet som verkat i olika former sedan 2000. Förbandsledningen är förlagd i Härnösands garnison i Härnösand.

## Historia
Inför försvarsbeslutet 2000 föreslog regeringen i sin propositionen för riksdagen, att den taktiska nivån bör reduceras genom att fördelnings- och försvarsområdesstaber samt marinkommandon och flygkommandon skulle avvecklas. Detta för att utforma ett armétaktiskt, marintaktiskt respektive flygtaktiskt kommando vilka skulle samlokaliseras med operationsledningen. Förslaget innebar att samtliga försvarsområdesstaber skulle avvecklas.
Som ett led i försvarsbeslutet 2000 avvecklades försvars- och militärområdena den 30 juni 2000 och från och med den 1 juli 2000 organiserades i dess ställe militärdistrikt. Därmed avvecklades bland annat Västernorrlands och Jämtlands försvarsområde (Fo 23). De nya militärdistrikten motsvarade geografiskt sett de gamla militärområdena. Den stora skillnaden var att militärdistrikten var den lägsta nivån där chefen var territoriellt ansvarig. Inom militärdistrikten organiserades militärdistriktsgrupper, i regel en för varje län. I Västernorrlands län organiserades den 1 juli 2000 två militärdistriktsgrupper, Härnösandsgruppen i Härnösand, och Västernorrlandsgruppen i Sollefteå, vilka underställdes Norra militärdistriktet (MD N).
Inför försvarsbeslutet 2004 föreslog regeringen för riksdagen, efter förslag från Försvarsmakten, att reducera antalet militärdistriktsgrupper. Då det enligt Försvarsmakten skulle organiseras färre hemvärnsförband, men bättre utbildade och uppfyllda förband. Försvarsbeslutet innebar bland annat att Västernorrlandsgruppen (gamla) i Sollefteå skulle avvecklas den 30 juni 2005, och dess verksamhet skulle uppgå den 1 juli 2005 i Härnösandsgruppen. Den 2 juni 2005 hölls en nedläggningsceremoni i Sollefteå, och den 3 juni 2005 hölls en invigningsceremonin i Härnösand, genom den verksamhet som överfördes till Härnösand, samt att Härnösandsgruppen även antog namnet Västernorrlandsgruppen.
Den 2 juni 2005 presenterade regeringen sin proposition (2004/05:160) gällande en avveckling av militärdistriktsorganisationen. I propositionen hänvisades regeringen till att "I det framtida insatsförsvaret och den beslutade insatsorganisationen finns det inte längre krav på eller behov av regional eller territoriell ledning som motiverar en särskild ledningsorganisation". Därmed ansåg regeringen att militärdistriktsorganisationen kunde avvecklas, något som Försvarsmakten även i en framställan till regeringen den 7 mars 2005 föreslagit. I dess ställe skulle fyra ledningsgrupper för säkerhetstjänst och samverkan inrättas, där ledningsgrupperna lokaliserade till Boden, Stockholm, Göteborg och Malmö. Den 16 november 2005 antog riksdagen regeringens proposition, därmed beslutades att militärdistriktsorganisationen skulle upplösas och avvecklas den 31 december 2005. Vilket innebar att militärdistriktsgrupperna omorganiserades till utbildningsgrupper och underställdes ett utbildningsförband. Detta medförde att Västernorrlandsgruppen överfördes från Norra militärdistriktet (MD N) till att bli en enhet inom Norrbottens regemente (I 19) från och med den 1 januari 2006.
Under 2008 genomförde Västernorrlandsgruppen tillsammans med Örebro-Värmlandsgruppen (ÖVG) ett pilotprojekt, där man på prov genomförde direktutbildning (GSU) till gruppernas insatsförband. I mars 2009 beslutades det att direktutbildningen till Hemvärnets insatsförband skulle bli permanent, och från och med 2010 kom Västernorrlandsgruppen tillsammans med 13 övriga hemvärnsgrupper runt om i landet genomföra så kallad direktutbildning.
Den 1 januari 2013 bildades fyra militärregioner, där Norra militärregionen underställdes chefen för Norrbottens regemente, men löd under chefen insatsledningen i Högkvarteret avseende markterritoriell ledning i fred, kris och krig. Chefen för Västernorrlandsgruppen var dock fortfarande underställd chefen Norrbottens regemente gällande produktionsledning av hemvärnsförbanden samt insatsledning inom utbildningsgruppens geografiska område. Den 1 oktober 2018 delades dock ledningen av Norrbottens regemente och Norra militärregionen, det genom att en separat chefsbefattning för Norra militärregionen tillsattes. Vidare underställdes staben Norra militärregionen i ledningsfrågor direkt chefen insatsledningen i Högkvarteret. I Försvarsmaktens budgetunderlag till regeringen för 2020 föreslogs att de fyra militärregionala staberna från 1 januari 2020 skulle inrättas som egna organisationsenheter. Cheferna för militärregionstaberna föreslogs i sin tur underställas rikshemvärnschefen avseende produktion av utbildningsgrupper och hemvärnsförband. Detta medförde att utbildningsgrupperna överfördes organisatoriskt från ett utbildningsförband till de fyra militärregionala staberna. I regeringens proposition framhöll dock regeringen att den militära regionala indelningen kunde komma att justeras, det beroende på utfallet av utredningen "Ansvar, ledning och samordning inom civilt försvar" (dir. 2018:79). För Västernorrlandsgruppen innebar denna förändring att utbildningsgruppen överfördes från Norrbottens regemente till att bli en enhet inom Norra militärregionen från och med den 1 januari 2020.
För att påvisa anknytningen till militärregionen, lämnades den 1 januari 2023 begreppet utbildningsgrupp till förmån för det nya begreppet militärregionsgrupp. Det för att på ett tydligare sätt anknyta mot enhetens bidrag som ett av militärregionens krigsförband, med uppgifter såväl i fred som i krig.

## Verksamhet
Chefen Västernorrlandsgruppen är från den 1 januari 2020 direkt underställd chefen för Norra militärregionen. Västernorrlandsgruppens uppgifter är att utbilda, organisera och administrera hemvärnsförbanden i Västernorrlands län. Gruppen skall vidare stödja frivilliga försvarsorganisationer. Insatser i såväl fred som under kris och krig leds i allmänhet direkt av Norra militärregionen, men Västernorrlandsgruppen kan ges ledningsuppgifter som till exempel att avdela en militär insatschef (MIC). Från 2010 genomförde Västernorrlandsgruppen, tillsammans med 13 övriga hemvärnsgrupper runt om i landet, så kallad direktutbildning (GSU) till sina förband. Sommaren 2025 genomför Norra militärregionen ett pilotförsök med Frivillig Militär Utbildning (FMU) vid Västernorrlandsgruppen.

## Ingående enheter
När förbandet bildades 2000 var dess främsta uppgift var att utbilda marint hemvärn och stödja frivilligverksamheten med marina uppgifter längs Norrlandskusten. Från 2005 organiserades förbandet i tre bataljoner plus en musikkår. Sedan den 1 januari 2012 är förbandet reducerad till två bataljoner, Ångermanlandsbataljonen (15. hemvärnsbataljonen) och Medelpadsbataljonen (16. hemvärnsbataljonen), vilka omfattar 1 200 hemvärnssoldater och cirka 300 övrig frivilligpersonal. Vid förbandet i Härnösand tjänstgör cirka 20 officerare och tre civila med uppgift att utbilda och stödja frivilligförbanden inom länet.

### Ångermanlandsbataljonen
Ångermanlandsbataljonen eller 15. hemvärnsbataljonen utgörs av ett antal skyttekompanier samt fristående enheter. Bataljonens rekryteringsområde omfattar norra delen av Västernorrlands län, vilket motsvarar Ångermanlands landskap. Bataljonen var åren 2012–2021 traditionsbärare för Västernorrlands regemente.

- 15. Bataljonsstaben
- 151. Insatskompaniet
- 152. Insatskompaniet
- 153. Bevakningskompaniet
- 154. Bevakningskompaniet
- 155. Båtplutonen
- 156. TOLO-gruppen
- 157. Trafikplutonen

### Medelpadsbataljonen
Medelpadsbataljonen eller 16. hemvärnsbataljonen utgörs av ett antal skyttekompanier samt fristående enheter. Bataljonens rekryteringsområde omfattar södra delen av Västernorrlands län, vilket motsvarar Medelpads landskap.

- 16. Bataljonsstaben
- 161. Insatskompaniet
- 162. Insatskompaniet
- 163. Insatskompaniet (Borgsjö Lifkompani)
- 164. Bevakningskompaniet
- 165. Båtplutonen
- 166. Flyggruppen
- 167. TOLO-gruppen

## Förläggningar och övningsplatser
När förbandet bildades i juli 2000 förlades förbandsledningen till det kasernområde som uppfördes 1945 på Kusthjöden i Härnösand till kustartilleriet. Etablissementet omfattade ursprungligen ett 30-tal byggnader, vilka uppfördes efter 1940 års militära byggnadsutrednings typritningar. Efter att både Härnösands kustartilleriregemente och Norrlandskustens marinkommando upplöstes och avvecklades 1998 respektive 2000, såldes större delar av området till statliga Vasallen. Härnösandsgruppen (från 2005 Västernorrlandsgruppen) var åren 2000–2018 lokaliserade till stabshuset på Sälstensgränd på Kusthöjden. Från 2018 är Västernorrlandsgruppen lokaliserade till Salutbacken 5.

## Heraldik och traditioner
Härnösandsgruppen var från den 1 juli 2000 arvtagare och traditionsbärare till Norrlandskustens marinkommando (MKN) och Härnösands kustartilleriregemente (KA 5). I samband med att gruppen antog namnet Västernorrlandsgruppen, överfördes traditionsarvet av de två marinförbanden till Norrbottens regemente. I samband med namnbytet, 2005, övertogs traditionsarvet för Västernorrlands regemente, vilket inkluderade bland annat fana, traditioner och förbandsmarsch. Från den 1 juli 2012 till den 16 januari 2022 fördes Västernorrlands regementets traditioner vidare av Ångermanlandsbataljonen samt Medelpadsbataljonen.

## Förbandschefer
Förbandschefer för Härnösandsgruppen åren 2000–2005 och från 2005 Västernorrlandsgruppen.

- 2000–2005: Överstelöjtnant Jens Boeng [d]
- 2004–2004: Major Anders Edin [e]
- 2004–2005: Överstelöjtnant Martin Bodin [f]
- 2005–2005: Överstelöjtnant Hans Fälldin [g]
- 2005–2006: Överstelöjtnant Jens Boeng [h]
- 2006–2009: Överstelöjtnant Bengt Kristiansson
- 2009–2018: Kommendörkapten Ronald Forsberg [i]
- 2018–2024: Kommendörkapten Bengt-Ivar Rådström
- 2024–20xx: Kommendörkapten Ingeborg Widerberg [j]

## Namn, beteckning och förläggningsort
| Härnösandsgruppen      | 2000-07-01 | – | 2005-06-30 |
| Västernorrlandsgruppen | 2005-07-01 | – |            |

| HMG   | 2000-07-01 | – | 2005-06-30 |
| G 23  | 2005-07-01 | – | 2005-12-31 |
| UG 23 | 2006-01-01 | – | 2017-12-31 |
| VNG   | 2018-01-01 | – |            |

| Härnösands garnison (F) | 2000-07-01 | – |  |